# Góra Jana Pawła II
Góra Jana Pawła II (dawniej: Góra Biskupia) – wzniesienie na zachód od Pelplina, na Pojezierzu Starogardzkim, pomiędzy Pelplinem, a Ropuchami, bezpośrednio przy drodze wojewódzkiej nr 229. Stanowi popularny cel pielgrzymkowy dla katolików.
Wysokość wzgórza wynosi 92,2 m, a szczyt zwieńczony jest 33-metrowym (symbol liczby lat życia Jezusa) krzyżem stalowym, obłożonym blachą nierdzewną, jednym z najwyższych na Pomorzu. Stoi na okrągłej platformie symbolizującej opokę. 6 czerwca 1999 na stokach góry papież Jan Paweł II odprawił mszę i odmówił modlitwę Anioł Pański (350 000 wiernych). Sam krzyż poświęcono 3 maja 1999. Autorami jego projektu byli Anita i Marek Gawdzikowie. Architekci podkreślali, że krzyż wykonany został z materiałów użytkowanych powszechnie w polskim budownictwie w dobie pontyfikatu Jana Pawła II. Konstrukcję opracowali inżynierowie Daniela i Marek Stachurowie. Oświetlenie obiektu zaprojektowała Pracownia Usługowa Elektryk Marcina Burzyńskiego. Krzyż we dnie odbija światło słoneczne, a w nocy świeci światłem sztucznym. Obicie błyszczącą blachą sprawia, że odbija się w nim krajobraz ziemi pelplińskiej (góra jest znakomitym punktem widokowym na Kociewie). 
Podczas wizyty papieskiej w 1999 w okolicy wzgórza zorganizowano kilka lądowisk helikopterowych. Saperzy z Tczewa zbudowali też tymczasowy, drewniany most na Wierzycy, aby skrócić pielgrzymom drogę z miasta na pole mszalne. Podczas mszy do krzyża przyczepiona była sieć (symbol rybaków), unoszona przez łabędzie, która obecnie znajduje się w Sierakowicach. Całość kompozycji uzupełniała zakrystia w kształcie kociewskiej chaty i sztuczne strumyki ściekające do oczek wodnych. Do czasów obecnych zachowała się w miejscu betonowa ściana z herbami miast kociewskich. 
Góra była miejscem spontanicznego spotkania wiernych katolickich 2 kwietnia 2005, kiedy to zmarł Jan Paweł II. 6 czerwca 2005 odsłonięto w pobliżu krzyża pomnik upamiętniający wizytę papieską w Pelplinie. Poświęcił go kardynał Józef Glemp oraz biskup z Pelplina – Jan Bernard Szlaga.

## Galeria

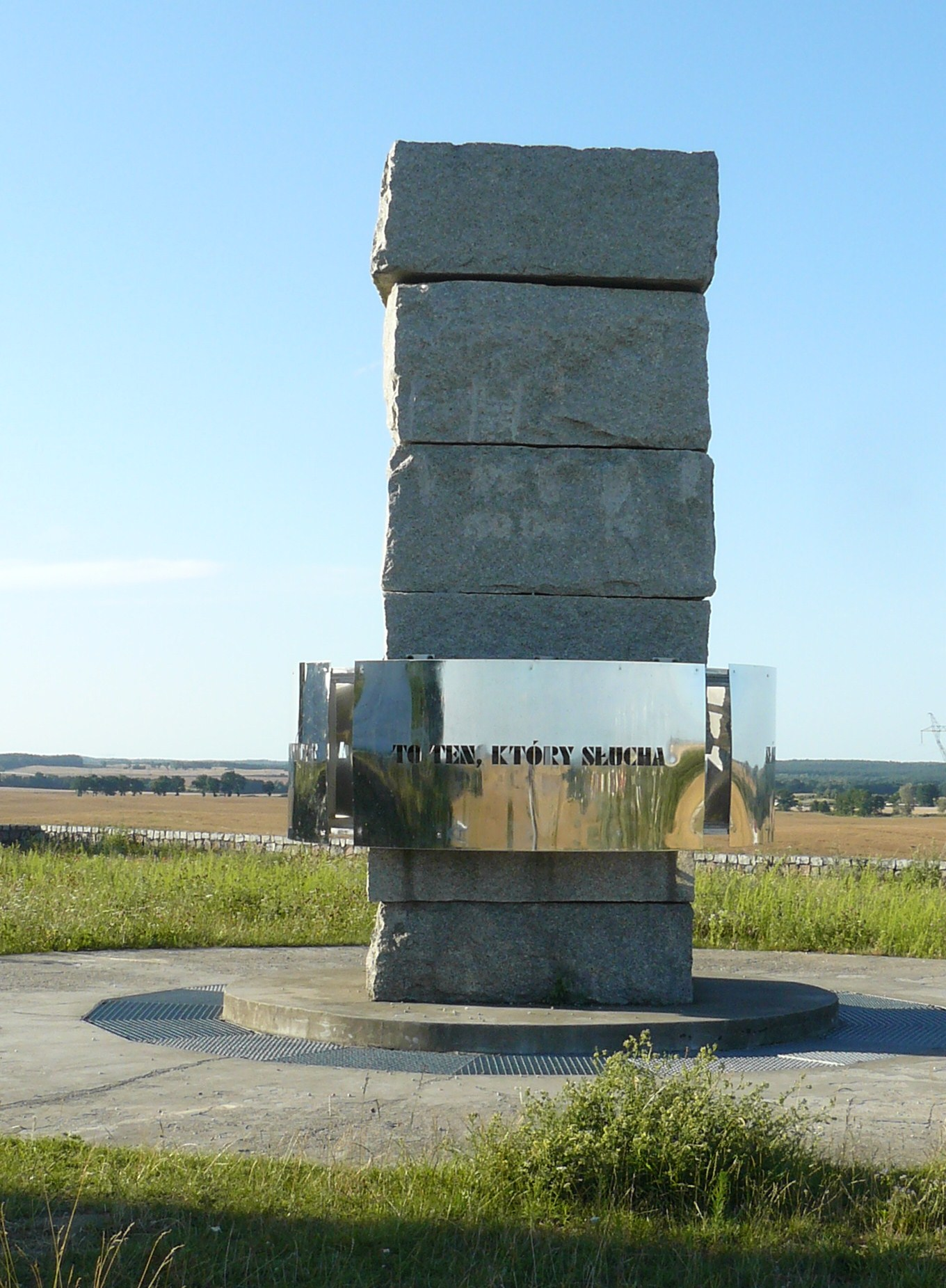
Pomnik wizyty
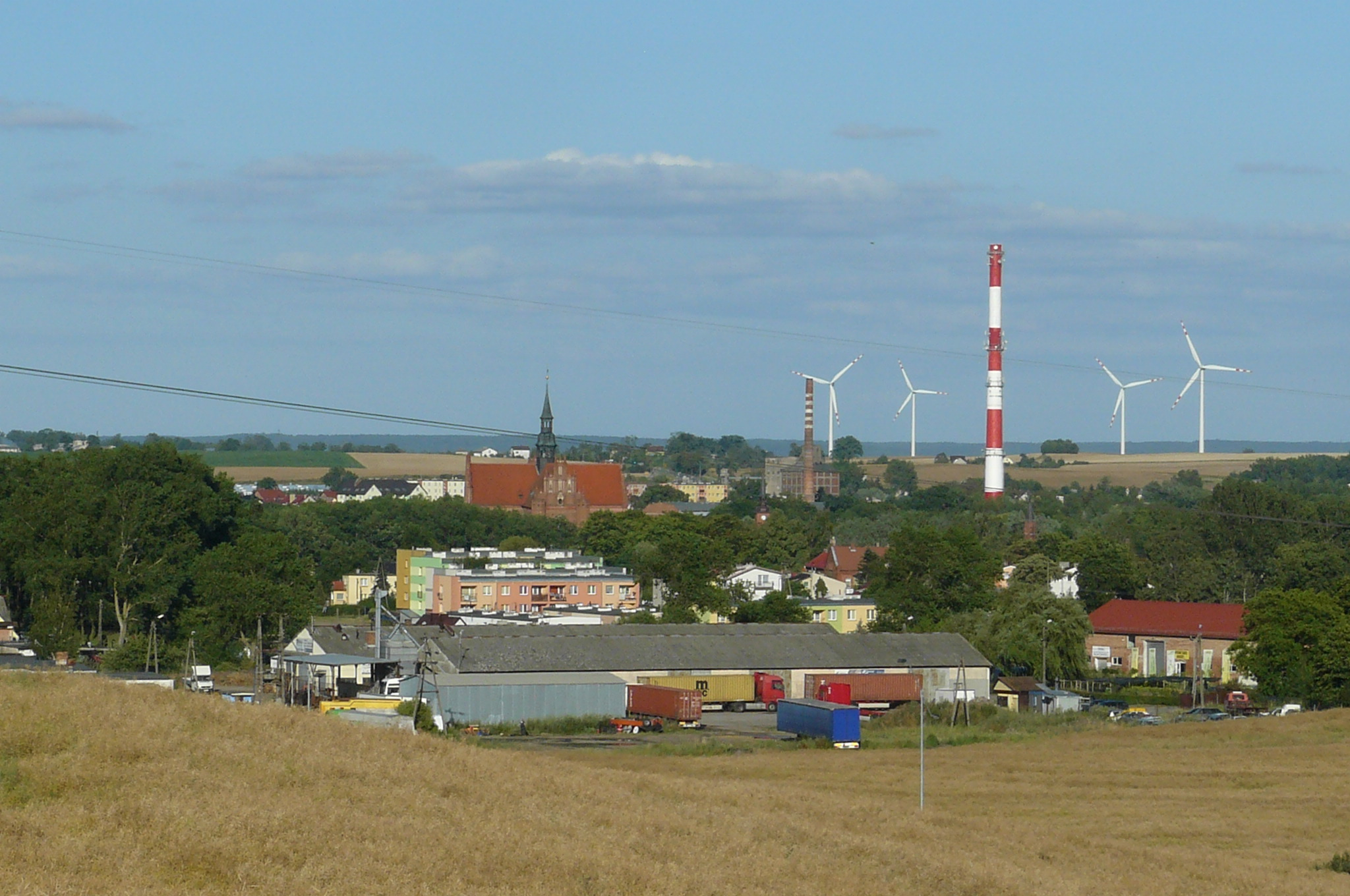
Widok na Pelplin
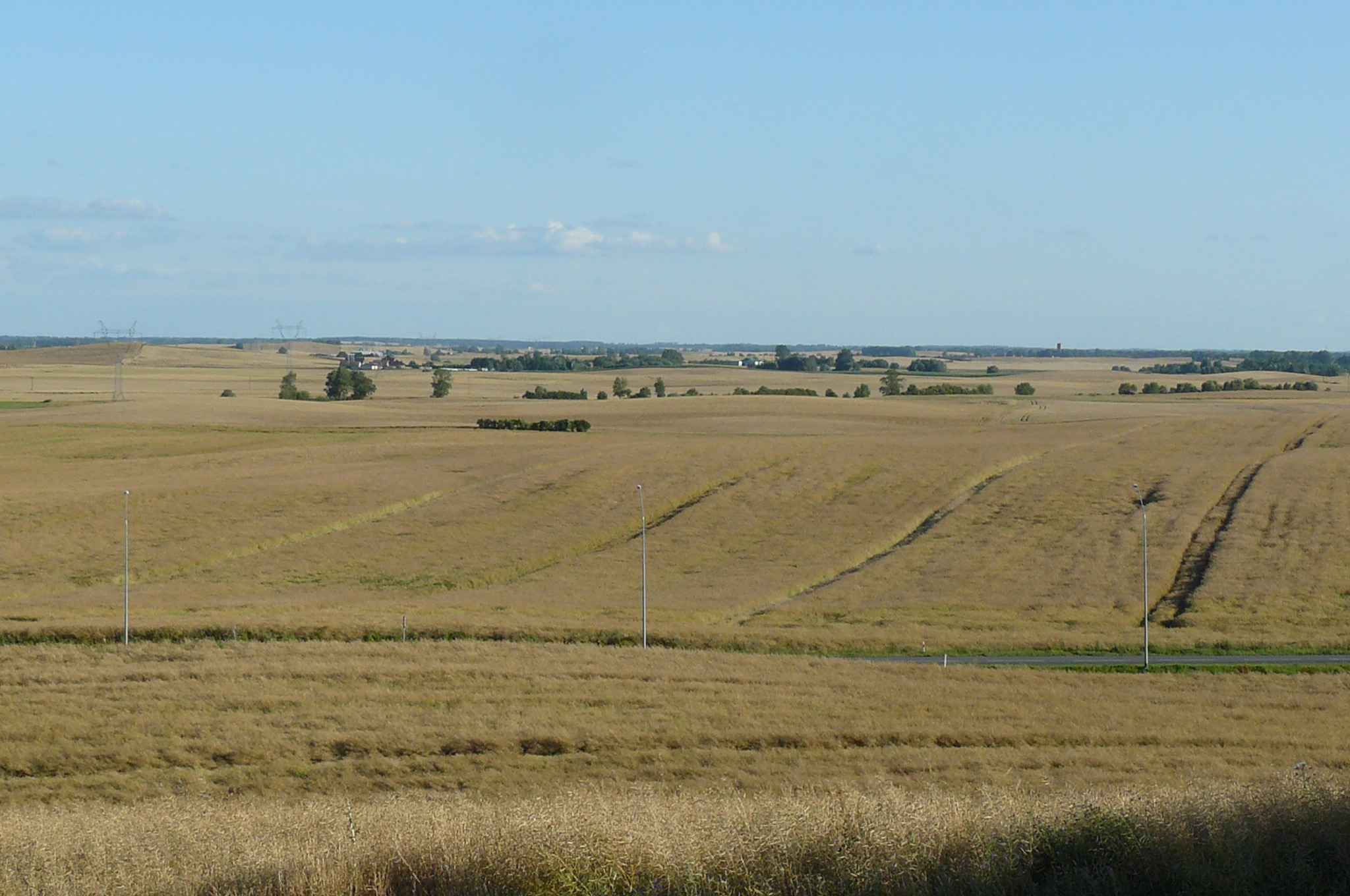
Widok na Kociewie
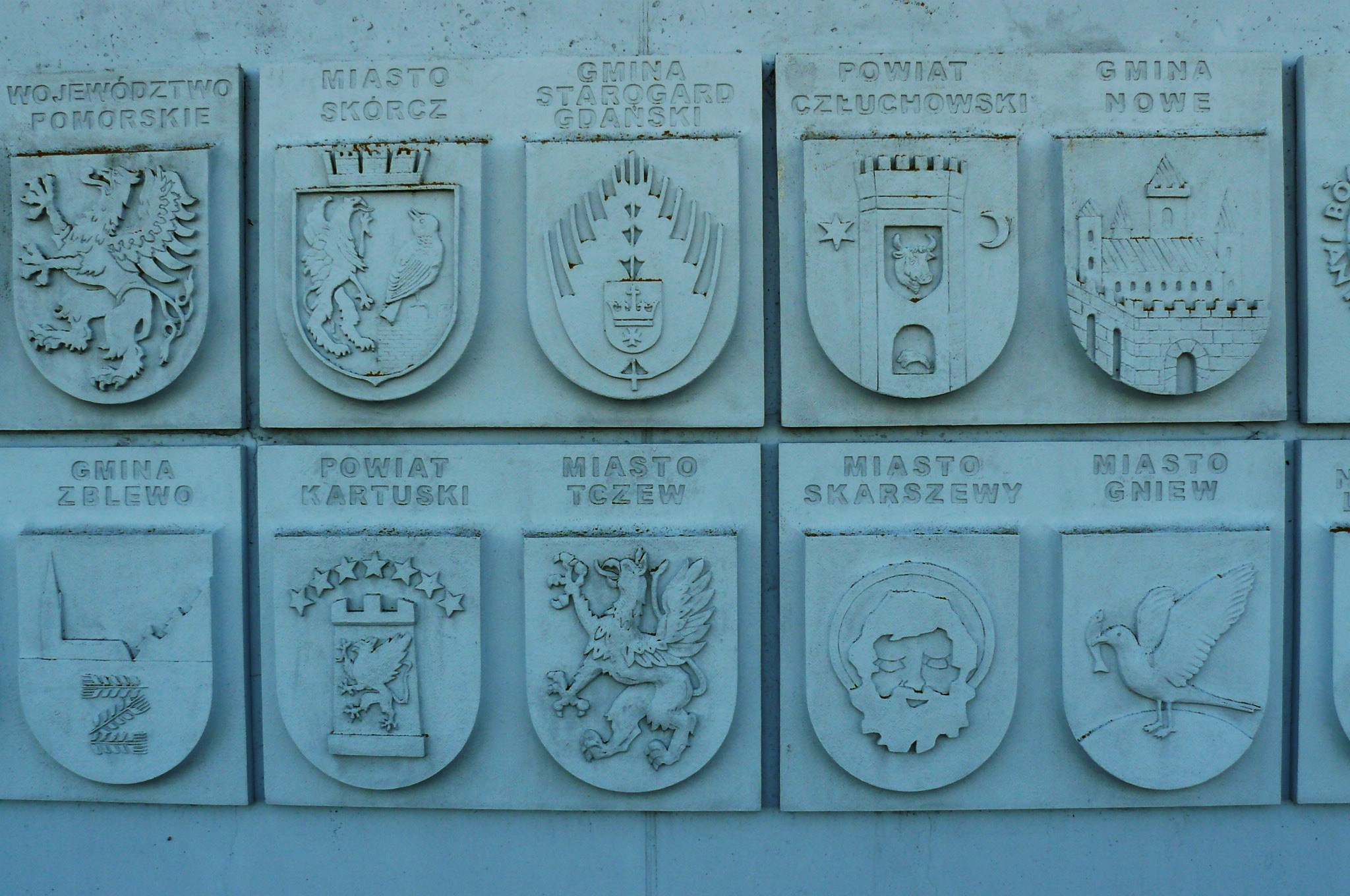
Herby miast
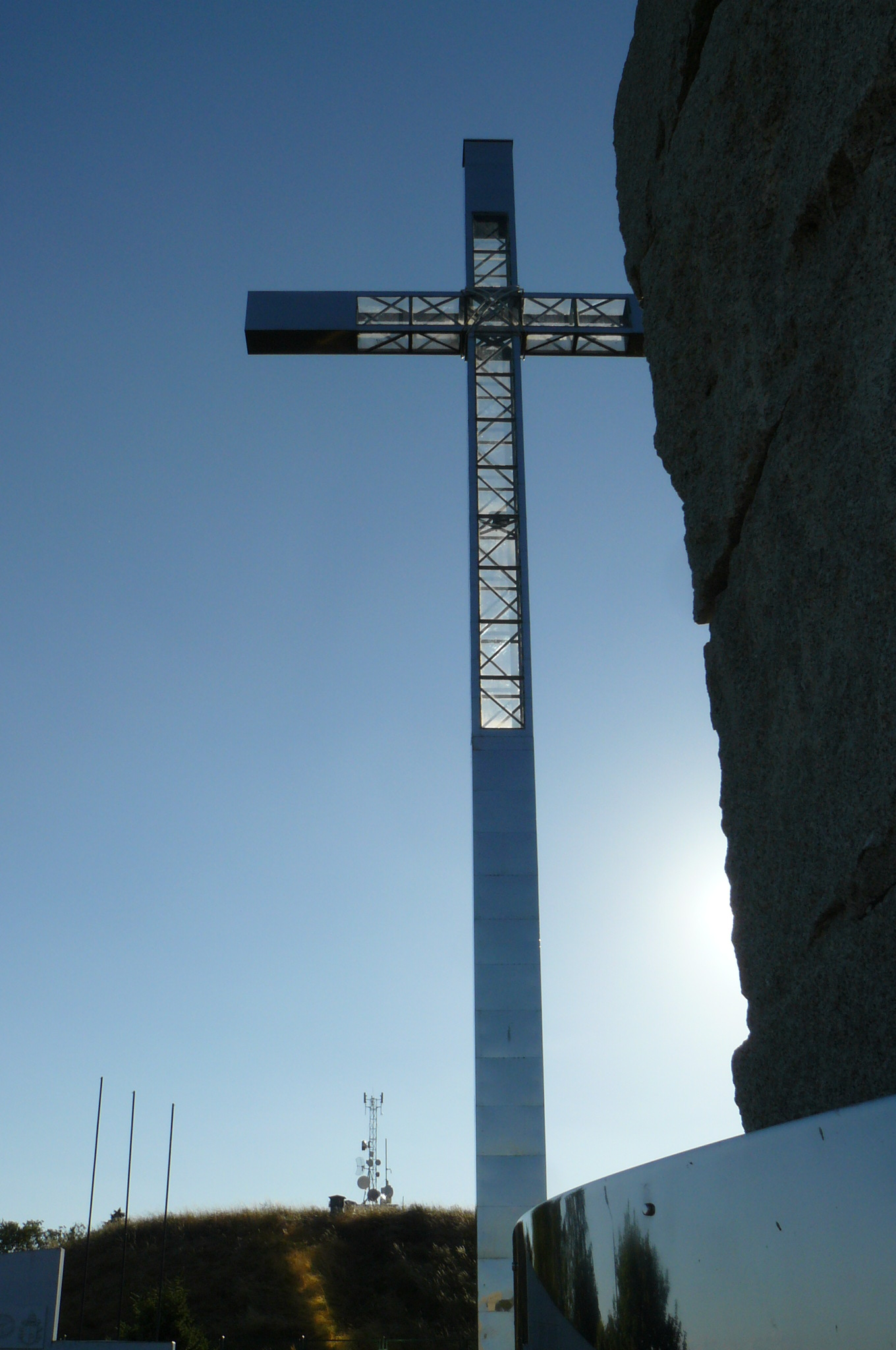
Krzyż
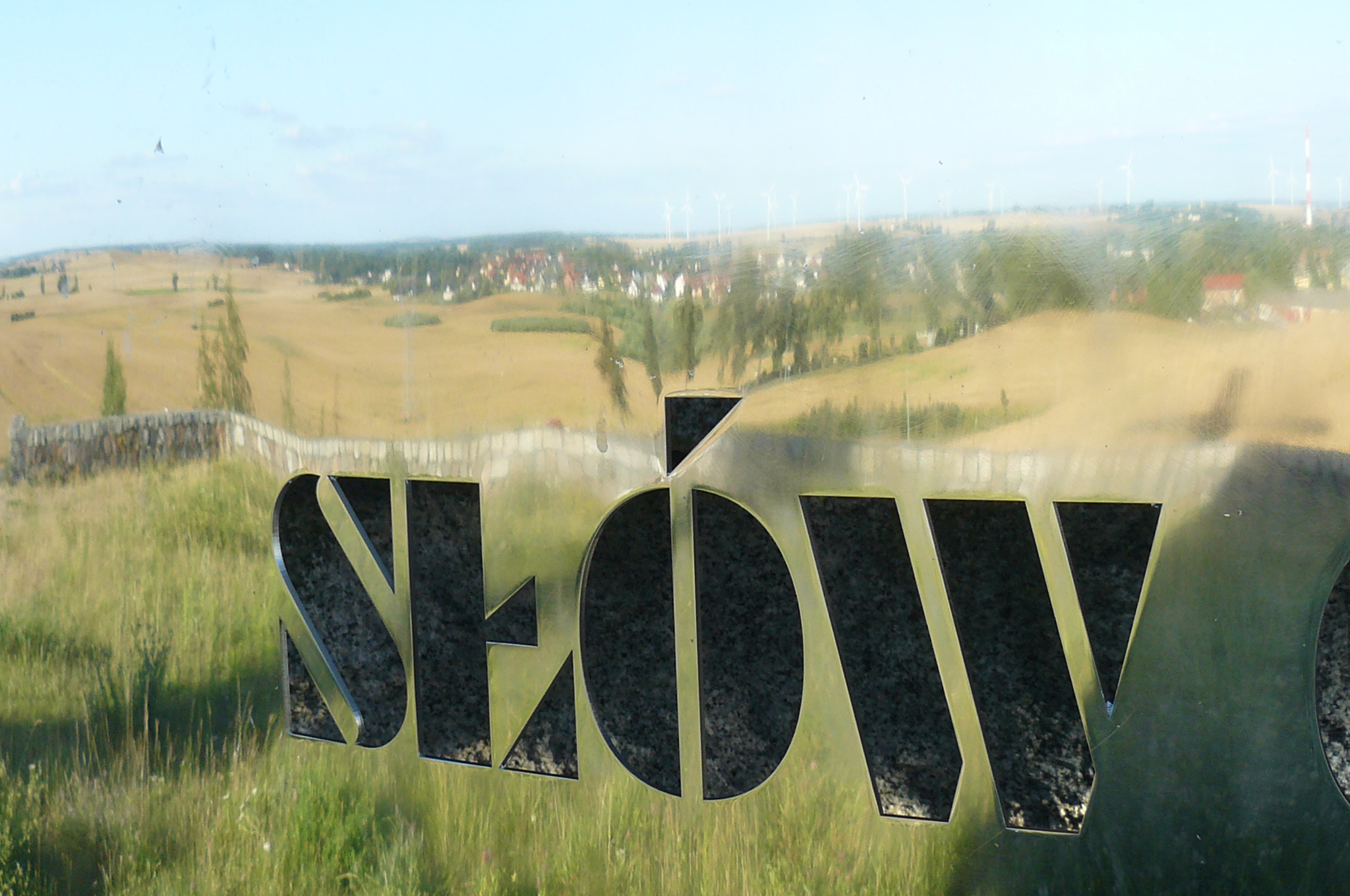
Odbity krajobraz